# Danjiangkou
Danjiangkou (chinois : 丹江口市 ; pinyin : Dānjiāngkǒu shì) est une ville-district de la province du Hubei en Chine. Elle est placée sous la juridiction de la ville-préfecture de Shiyan.
Elle comporte notamment le site classé au patrimoine mondial de l'humanité de l'UNESCO, du complexe monacal taoïste des monts Wudang.
Elle comporte également, un imposant barrage, construit entre 1958 et 1973, le barrage de Danjiangkou (en) (丹江口大坝).

## Démographie
La population du district était de 478 604 habitants en 1999.